# Держава Ахеменидов
Держава Ахеменидов (Первая Персидская империя, Мидо-Персия; др.-перс. 𐎧𐏁𐏂, Xšāça, Хша́сса — «Империя») — одна из величайших и наиболее продолжительных империй на Древнем Ближнем Востоке, существовавшая с 550 по 330 год до н. э. и охватывавшая значительную часть ближневосточных стран, включая территории современных Ирана, Ирака, Египта, Сирии, Турции и других регионов. История Ахеменидской империи начинается с завоеваний Кира II Великого и достигает своего расцвета при Дарии I и Ксерксе I.
Ахеменидская держава славилась своей организацией и централизованностью. Она включала множество народов и культур и управлялась мощным аппаратом администрации. Империя была разделена на провинции, которые управлялись сатрапами — наместниками царя. Система сатрапий обеспечивала контроль над территориями и сбор налогов. Кроме того, Ахеменидская держава имела мощную армию, которая позволяла ей захватывать новые земли и подчинять народы.
Одной из важнейших особенностей Ахеменидской державы была её терпимость к локальным культурно-религиозным традициям. Законы Ахеменидов, требуя лояльности к «царю царей», не принуждали насильно подчинённые народы к перенятию персидской культуры или религии.

## Административное деление

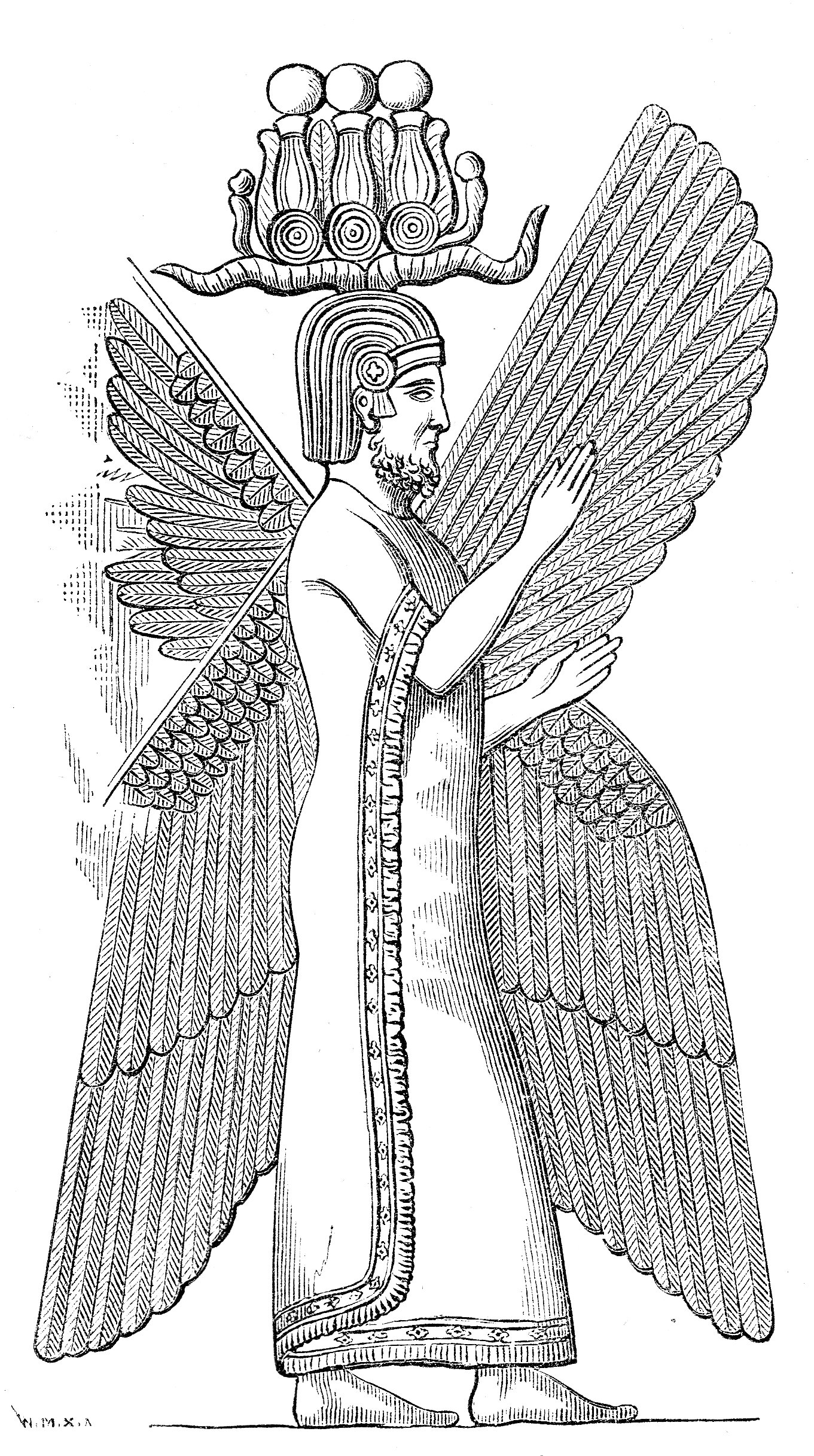
Кир II Великий. Рисунок с барельефа

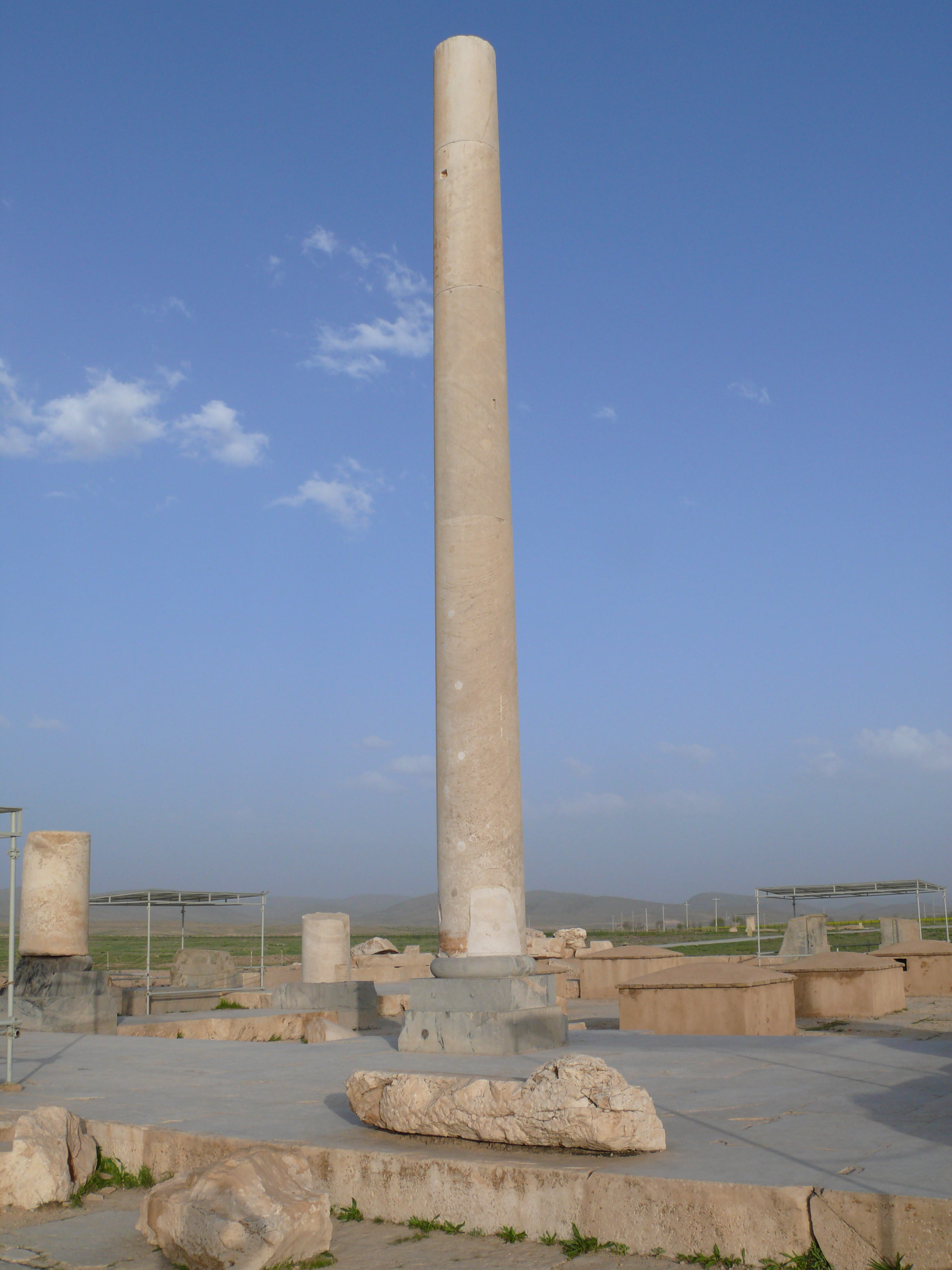
Колонна Кира II Великого. Пасаргады. («Меня воздвиг Кир. Я стою, чтобы свидетельствовать…»)

## Экспансия и гибель державы Ахеменидов

Изменение территории державы Ахеменидов (550—323 года до нашей эры)

## Галерея

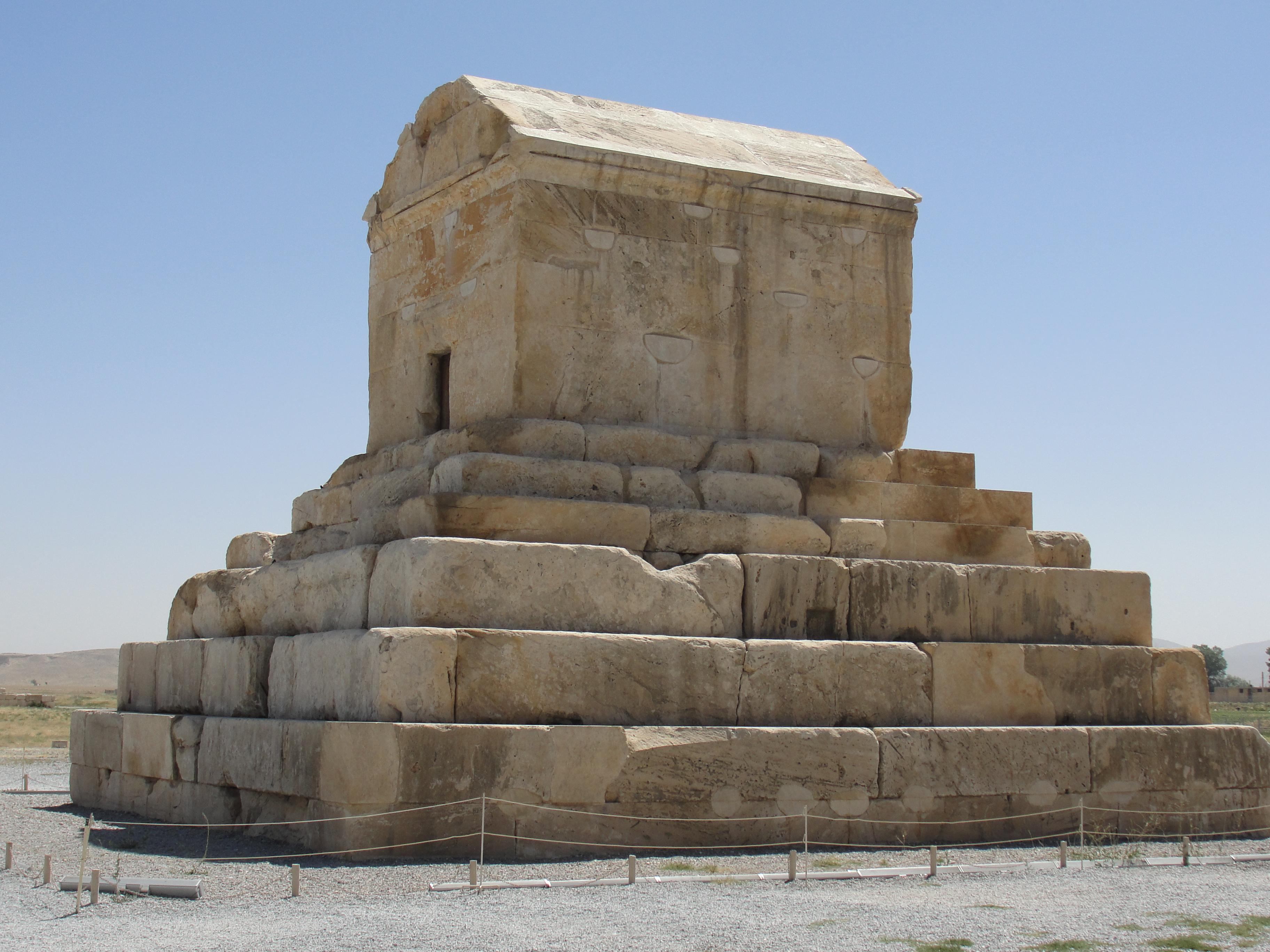
Гробница Кира. Пасаргады
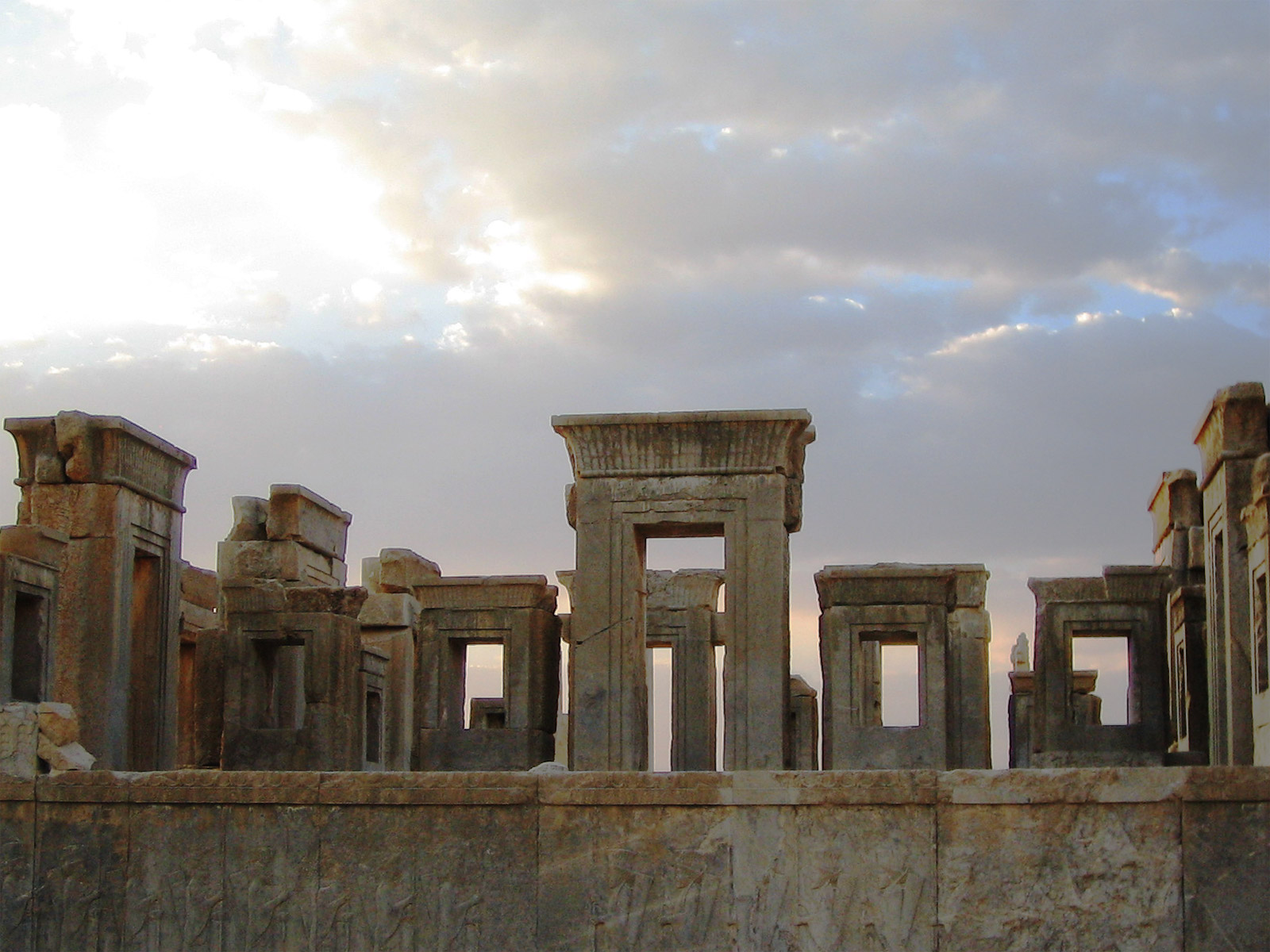
Персеполь
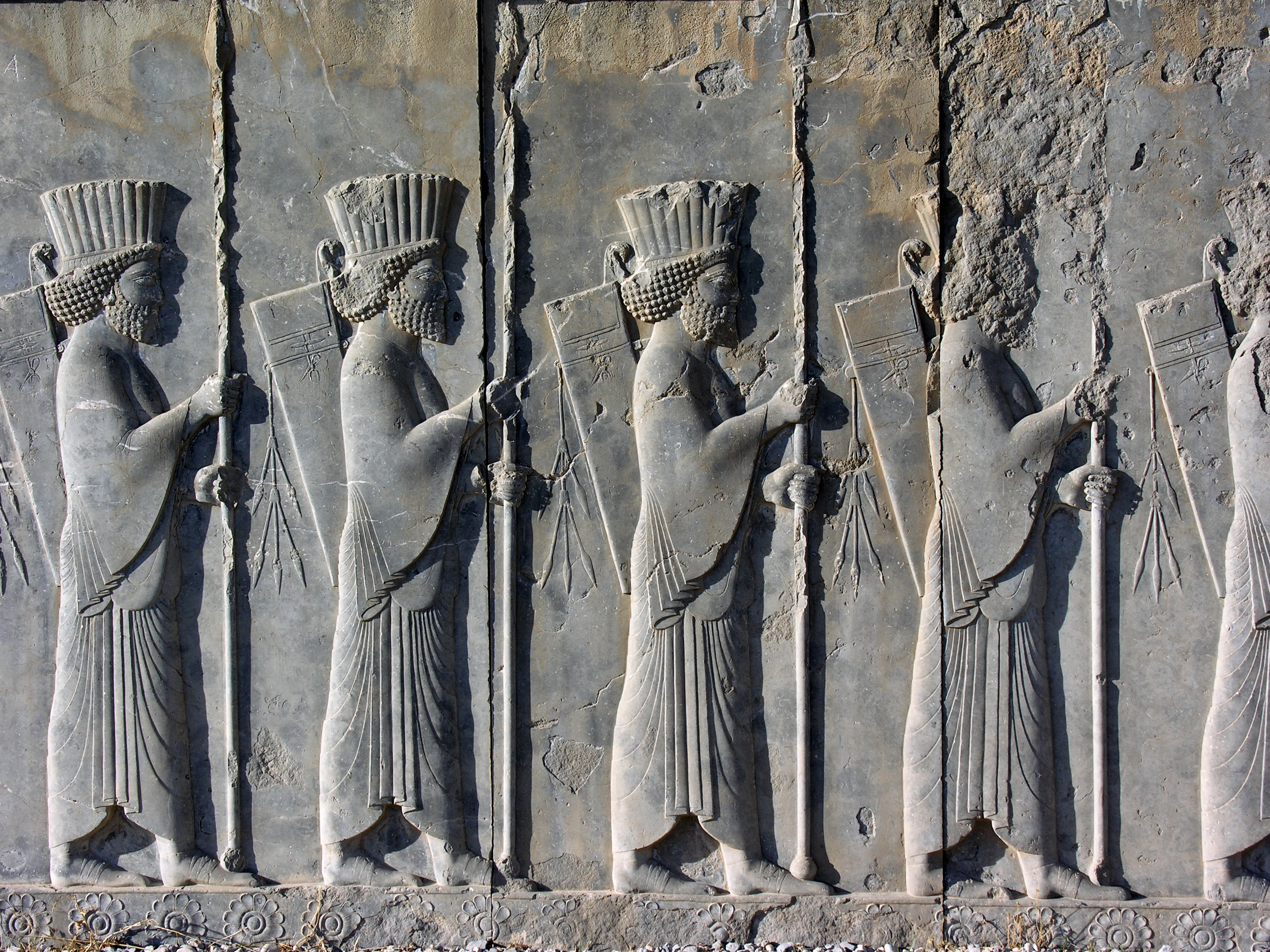
Персеполь
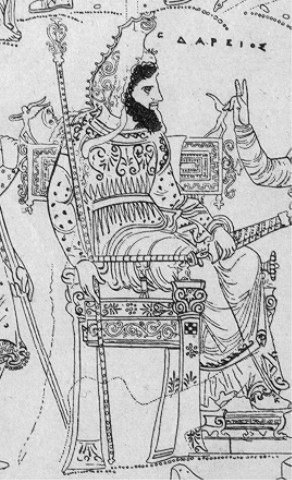
Изображение Дария I на греческой вазе
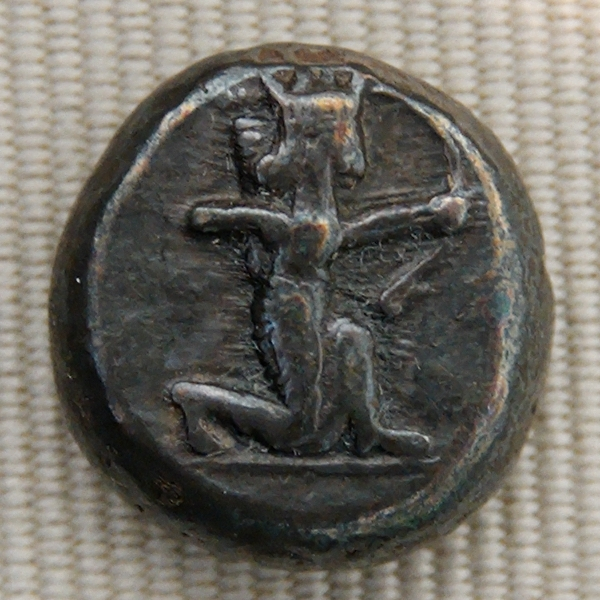
Изображение на монете Дария I, стреляющего из лука
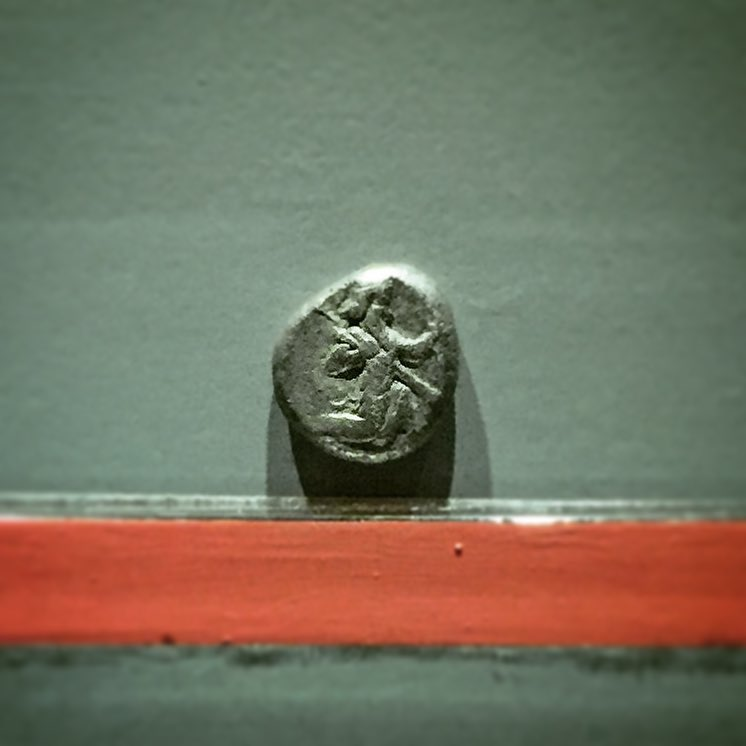
Персидская монета (эпоха Ахеменидов) в Археологическом музее Айдына в Турции
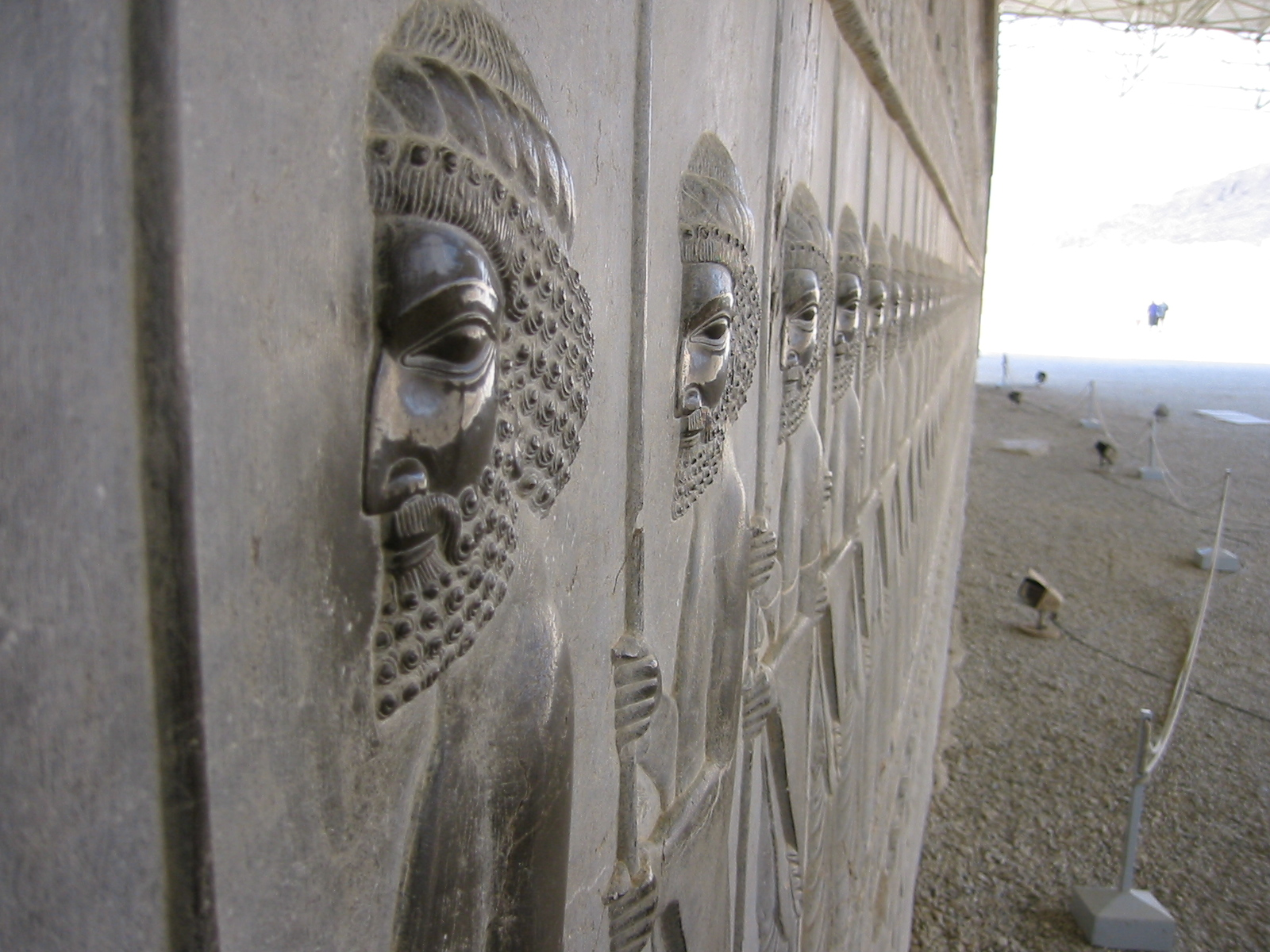
Барельеф «Бессмертных»
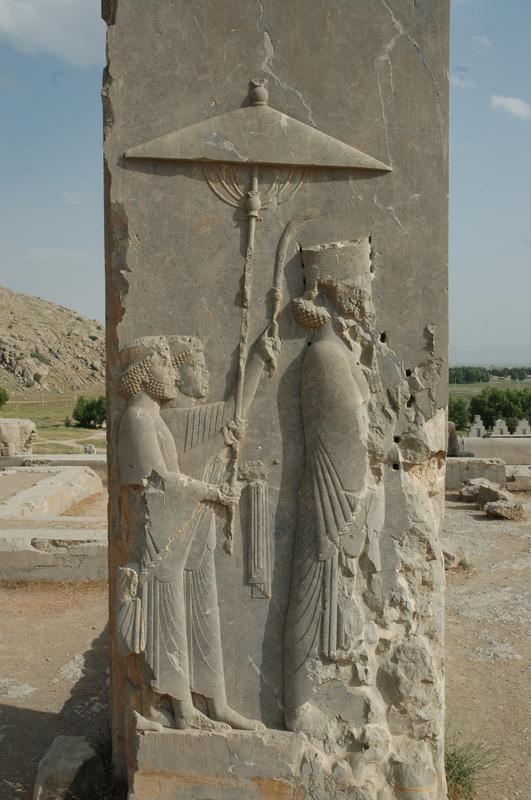
Ксеркс I у ворот своего дворца. Барельеф
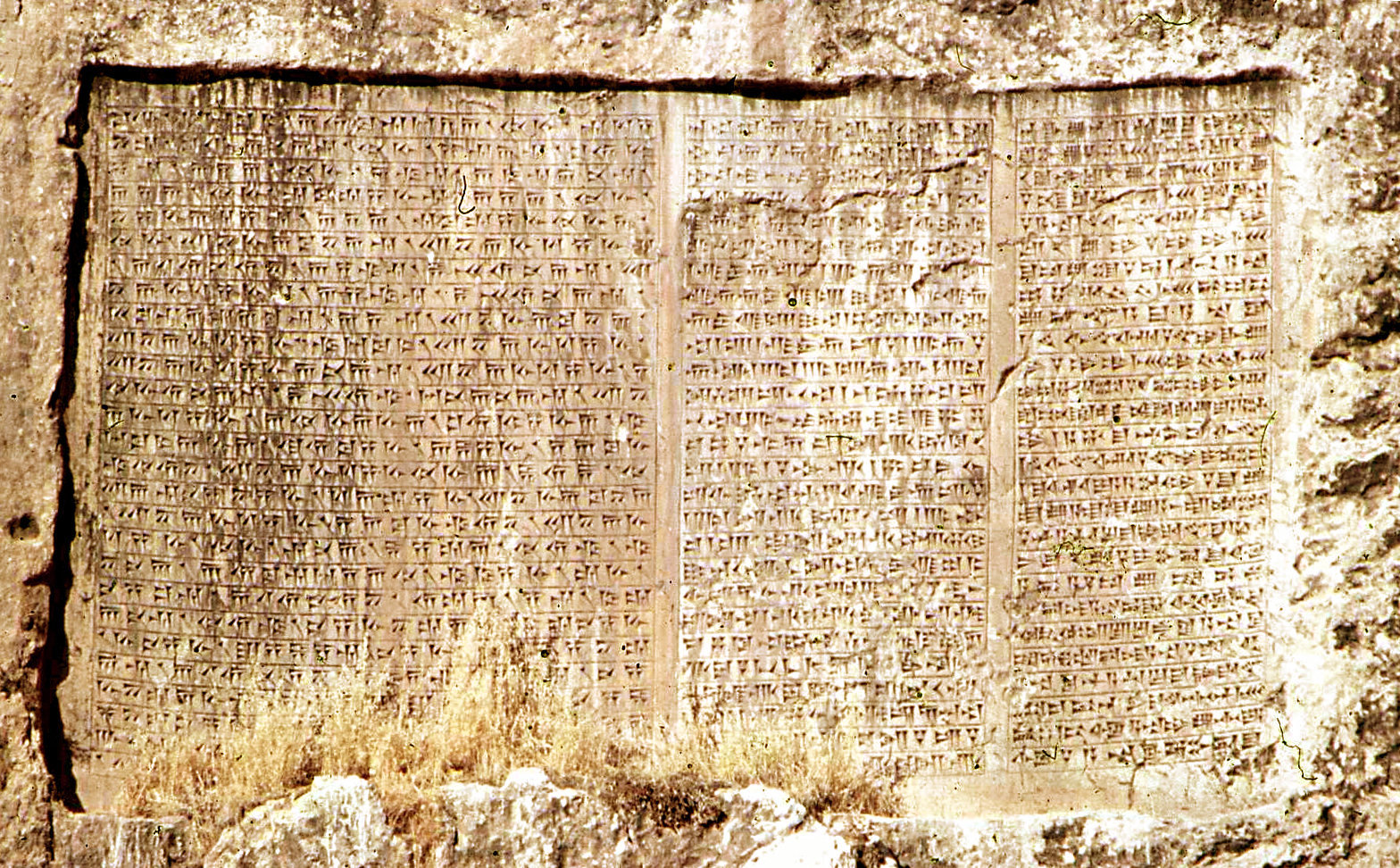
Надпись Ксеркса I на трёх языках